# 试压泵
试压泵是一种专供各类例如管道，阀门，锅炉，钢瓶、消防器材等的压力容器作水压试验和实验室中获得高压液体的检测设备。常见的试压泵有手动、电动、气动等，一般为柱塞泵,使用溢流阀控制压力,节流阀控制流量。